# ZIPAIR
ZIPAIR Tokyo (japonés: ジップエア東京株式会社, Jippu-ea Tōkyō Kabushiki Gaisha), es una aerolínea japonesa de bajo coste con sede en el Aeropuerto Internacional Narita. Fundada inicialmente en 2018, la aerolínea es una subsidiaria de propiedad total de Japan Airlines, a la que alquila su flota de aviones Boeing 787 Dreamliner.  Las operaciones se iniciaron el 3 de junio de 2020 como una aerolínea de carga únicamente debido a las restricciones en el tráfico de pasajeros relacionadas con la pandemia COVID-19, antes de que las operaciones de pasajeros se iniciaran el 16 de octubre de 2020.

## Historia

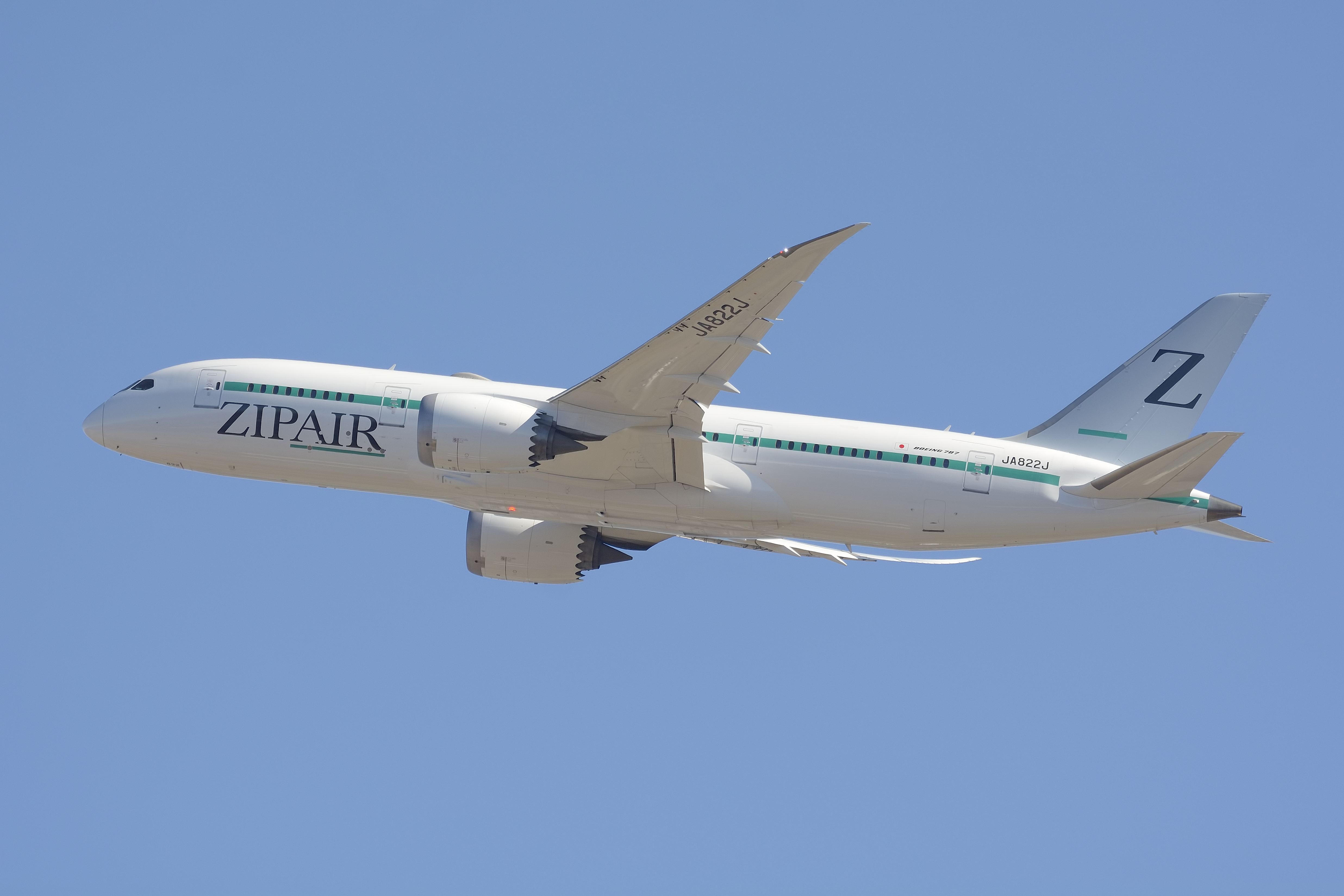
Boeing 787-8 con la antigua librea, utilizada hasta 2022

Japan Airlines anunció en mayo de 2018 que planeaba lanzar una nueva aerolínea internacional de bajo costo a mediados de 2020, que competiría con otras aerolíneas asiáticas que intentaban expandirse en el mercado japonés, como AirAsia X. Japan Airlines estableció una subsidiaria de propiedad total para preparar el negocio, legalmente constituida como TBL Co., Ltd. (株式会社 テ ィ ー ・ ビ ー ・ エ ル, Kabushiki-gaisha Tī Bī Eru, que significa "To Be Launched"), en julio de ese año. Se estimó que la aerolínea comenzaría a operar a tiempo para los Juegos Olímpicos de Verano de 2020.
En marzo de 2019, la marca del nuevo transportista se denominó ZIPAIR, haciendo referencia a las palabras "Zip", que representa la velocidad, y "ZIP Code". Posteriormente, TBL pasó a llamarse "ZIPAIR Tokyo Inc". Las operaciones planificadas de ZIPAIR consistían en vuelos internacionales desde el Aeropuerto Internacional Narita a Bangkok y Seúl, lanzados el 14 de mayo y el 1 de julio de 2020 respectivamente con aviones Boeing 787-8 transferidos desde Japan Airlines. La aerolínea planeaba lanzar destinos adicionales en Asia, mientras que se planeaba agregar vuelos a los Estados Unidos para 2021. 
A principios de 2020, el impacto de la pandemia de COVID-19 en la aviación interrumpió los planes de ZIPAIR para su lanzamiento de operaciones, con Tailandia prohibiendo todos los vuelos de pasajeros entrantes a partir del 4 de abril de 2020, y el gobierno japonés introduciendo estrictas medidas de control fronterizo. En estas circunstancias, ZIPAIR anunció el 9 de abril de 2020 que el lanzamiento del servicio se pospondría hasta nuevo aviso, aunque la aerolínea más adelante en el mes también solicitó al Departamento de Transporte de EE. UU. Que comenzara la operación de una ruta a Honolulu el 25 de octubre de 2020. El 21 de mayo de 2020, se anunció que la aerolínea había presentado una solicitud a la autoridad japonesa para el lanzamiento de vuelos de carga entre Tokio y Bangkok para satisfacer las necesidades de carga aérea durante la suspensión de vuelos de pasajeros. ZIPAIR procedió a lanzar servicios el 3 de junio de 2020, inicialmente como una aerolínea de carga, con su flota de aviones Boeing 787-8.
Tras su lanzamiento como aerolínea de carga exclusiva, ZIPAIR inauguró sus servicios de pasajeros el 16 de octubre de 2020. El mes siguiente, el 20 de noviembre de 2020, la aerolínea anunció los detalles de su primera ruta a los Estados Unidos, con vuelos entre Tokio y Honolulu que se lanzaron el 19 de diciembre de 2020.  El 20 de julio de 2021, la aerolínea anunció un nuevo servicio entre Tokio y Singapur, con el lanzamiento de vuelos el 7 de septiembre de 2021. la aerolínea está planeando un nuevo servicio entre Tokio y Taipéi.

## Destinos
Actualmente, ZIPAIR sirve los siguientes destinos:
| País           | Ciudad      | Aeropuerto                                       | Notas      | Referencias |
| -------------- | ----------- | ------------------------------------------------ | ---------- | ----------- |
| Japón          | Tokio       | Aeropuerto Internacional Narita                  | Hub        | [ 1 ]       |
| Singapur       | Singapur    | Aeropuerto Internacional de Singapur             |            | [ 2 ]       |
| Corea del Sur  | Seúl        | Aeropuerto Internacional de Seúl Incheon         |            | [ 1 ]       |
| Tailandia      | Bangkok     | Aeropuerto Internacional de Bangkok Suvarnabhumi | Estacional | [ 1 ]       |
| Estados Unidos | Honolulu    | Aeropuerto Internacional Daniel K. Inouye        |            | [ 3 ]       |
| Estados Unidos | Los Ángeles | Aeropuerto Internacional de Los Ángeles          |            | [ 4 ]       |

Canadá

## Flota
La flota de ZIPAIR consiste de estas aeronaves:
| Aeronave     | En servicio | Órdenes | Pasajeros | Pasajeros | Pasajeros | Notes                       |
| Aeronave     | En servicio | Órdenes | EJ        | EC        | Total     | Notes                       |
| ------------ | ----------- | ------- | --------- | --------- | --------- | --------------------------- |
| Boeing 787-8 | 8           | 2       | 18        | 272       | 290       | Arrendado de Japan Airlines |
| Total        | 2           | —       |           |           |           |                             |